# 真山亜子
真山 亜子（まやま あこ、1958年11月15日 - ）は、日本の女性声優。岐阜県土岐市出身。ケンユウオフィス所属。旧芸名は水原 リン（みずはら リン）。

## 略歴
岐阜県立多治見北高等学校、東洋大学卒業。
1979年から1988年には劇団東京プレイマップスシアターに在籍。2014年10月までは、ぷろだくしょんバオバブに所属。その後フリー期間を経て、ケンユウオフィスに所属。
役者を目指すために大学進学と同時に岐阜から上京。4年次に誘われた劇団に入るも、元々は卒業後に実家の陶器商で働くことになっていたことから、父に「後1年だけ」とお願いをしたものの反対され、父がトラックで東京まで迎えに来たという。その後、劇団員が説得してくれたことにより、父の反対を押し切って東京に留まることが決まる。
数年後、アニメーション制作会社近くの飲食店でアルバイトをしていた時に「声が面白いから、声優やってみれば?」と声を掛けられ、養成所を探すも「受講料が高いから無理」と断念。少し経過してから病気が発覚し、手術を受けて大変だったことから「このまま舞台を続けられるのか」という思いを抱く。だが、「プロの方が『面白い』と言ってくださるのだから、やってみよう」と声優を目指すようになり、27歳でデビューした。
2003年9月までは水原リン名義で活動していた。
「あッこりゃまた一座」の座長として、朗読などのパフォーマンスを行っているほか、2002年にストーマの造設手術を受け、オストメイトとなったため、オストメイトの認知度向上などの活動にも積極的に参加している。

## 人物
声種はアルト（ハスキー）。
趣味は文楽鑑賞、特技は小唄名取（立花光鈴）。
ベーチェット病とクローン病という2つの難病の患者である。

## 出演
太字はメインキャラクター。

### テレビアニメ
1987年
- エスパー魔美（子供A、男の子、主婦、女子部員A、女A 他）
- シティーハンター（1987年 - 1999年、子供、OL、女警備員、銭湯のおばさん） - 1シリーズ + 特別編
- ついでにとんちんかん（老婆）

1988年
- 美味しんぼ（1988年 - 1993年、田畑絹江、仲居B、売り子B、女B 他） - 1シリーズ + 特別編2作品
- 新プロゴルファー猿（女の人A）
- それいけ!アンパンマン（びっくりビクちゃん、らんぼうや、うなぎまんのおばあさん〈初代〉、はるまきぼうや〈初代〉、ちゃきんくん）
- つるピカハゲ丸くん（ブスねーちゃん）

1989年
- おぼっちゃまくん（1989年 - 1992年、生徒A、美井、看護婦、みさ子、おばさん 他）
- ビリ犬（子供B、おばあさん、元祖女将） - 2シリーズ
- 魔動王グランゾート（男の子）
- YAWARA!（1991年 - 1992年、弓岡、マルチネス、ドヌーブ、モレシャン、小野田、三橋）
- らんま1/2 熱闘編

1990年
- ガタピシ（山野百合子、ガタヘイ、女子社員）
- つる姫じゃ〜っ!（茂作）
- 八百八町表裏 化粧師
- 笑ゥせぇるすまん

1991年
- OH!MYコンブ（Q太郎）
- 機甲警察メタルジャック（子供）
- 太陽の勇者ファイバード（ミノル、おばさん、主婦）
- 楽しいムーミン一家
- ちびまる子ちゃん（1991年 - 、島崎、杉山くん、ブー太郎の母、石山柿絵、佐々木のおばあちゃん、保健の先生〈2代目〉） - 2シリーズ
- 21エモン（女生徒B、赤ちゃん）
- RPG伝説ヘポイ（ガマゾネス）

1992年
- クレヨンしんちゃん（1992年 - 2024年、川村ハツ子、平本涼子、桜チル子、均一の母、大屋主代〈2代目〉 他）
- コボちゃん（咲子の母）
- さすらいくん
- 伝説の勇者ダ・ガーン（生徒A）
- 姫ちゃんのリボン（日比野ひかる、ロベリア）
- ファンタジーアドベンチャー 長靴をはいた猫の冒険
- フランダースの犬 ぼくのパトラッシュ（母親）
- ママは小学4年生（お婆さん、下坂村の男の子）
- 見ると強くなる 痛快!横綱アニメ ああ播磨灘（おカミさん、フクロ）
- ヤダモン（1992年 - 1993年、タイモン）

1993年
- 海がきこえる
- 疾風!アイアンリーガー（1993年 - 1994年、ゲルス、老女）
- 忍たま乱太郎（1993年 - 2025年、乱太郎の母、アミタケ姫〈2代目〉 他）
- 勇者特急マイトガイン（1993年 - 1994年、食堂のおばちゃん、ブラックノワール）
- 幽☆遊☆白書（魅由鬼）

1994年
- 機動武闘伝Gガンダム（ボロー）
- ジャングルの王者ターちゃん♡（マシューズ、ベイツ〈初代〉、シュウクルート）
- 覇王大系リューナイト（子供ドワーフ）
- 魔法騎士レイアース（女主人）
- 魔法陣グルグル（ケベスベス）
- メタルファイター♥MIKU（原宿昌代）
- レッドバロン（ロビー〈2代目〉）

1995年
- 行け!稲中卓球部（岸本ありさ、ナナ、桜井）
- H2（川村ひかり）
- 怪盗セイント・テール（チヨ）
- スレイヤーズ（おばあさんB）
- ドラえもん（テレビ朝日版第1期）（キャッチャー、おばさん、子供A、少年B）
- ぼのぼの（ボーズくんのおかあさん）
- ロミオの青い空（マルチェロ）

1996年
- エルフを狩るモノたち（1996年 - 1997年、裁判長） - 2シリーズ
- 機動新世紀ガンダムX（母親）
- 魔法少女プリティサミー（CD女、カラオケ女）
- 名犬ラッシー（ウィリアム）
- 名探偵コナン（1996年 - 2025年、沙織、林静江、新出ミツ、片桐真帆、草野美津、三島さつき、海堂千賀、島尾ふね、中條近与 他）
- YAWARA! Special ずっと君のことが…。（ゴンザレス）

1997年
- スーパーフィッシング グランダー武蔵（1997年 - 1998年、大森卓） - 2シリーズ
- 忍ペンまん丸（おばあちゃん、まる君）
- ハニ太郎です。（よしおの母）

1998年
- カウボーイビバップ（ペットショップのオーナー）
- こっちむいてみい子（ばあば）
- 南海奇皇（笹井吉乃）
- はれときどきぶた（校長先生の奥さん）
- ポケットモンスター（1998年 - 2002年、ラッキー、ガルーラ親）
- LEGEND OF BASARA（老婆）
- ロスト・ユニバース（テイム）

1999年
- 週刊ストーリーランド（1999年 - 2001年、タキ、おばあさん、お勝、お梅、吉野明美 他）
- アークザラッド（老婆）
- キョロちゃん（1999年 - 2001年、メメリッチョ）
- 金田一少年の事件簿（相馬妙子、黒河美穂、太刀川都の母）
- ゴクドーくん漫遊記（悟空、如何）
- サイボーグクロちゃん（少年、フカキョン）
- ドクタースランプ（貞子さん）
- どっきりドクター（ばあさん）
- Bビーダマン爆外伝V（あおボンくい）

2000年
- アルジェントソーマ（ミス・ステイシー）
- 機巧奇傳ヒヲウ戦記（シノ）
- ドキドキ♡伝説 魔法陣グルグル（ケベスベス）
- へろへろくん（へろへろババ、フケフケ、ぴゅーぴゅー）

2001年
- グラップラー刃牙（愚地夏恵）
- こげぱん（こげぱん）
- デジモンテイマーズ（文部科学省次官）
- 爆転シュート ベイブレード（ブルース、マリオ）
- FF：U 〜ファイナルファンタジー:アンリミテッド〜（チョコババ、チョコイモ）

2002年
- ウミガメと少年（テツオの叔母）
- 攻殻機動隊 STAND ALONE COMPLEX（マルタ）
- バンパイヤン・キッズ（パペット）
- ONE PIECE（2002年 - 2025年、ミス・ダブルフィンガー / ポーラ〈初代〉、ココロ、ニョン婆、女）

2003年
- 探偵学園Q（レスラー1号）
- ヤミと帽子と本の旅人（スサーナ）

2004年
- 忘却の旋律（理事長）
- 妄想代理人
- モンキーターン（澄の母）
- 焼きたて!!ジャぱん（老婆）

2005年
- あたしンち（2005年 - 2008年、女性、おばさんA、おばあさん、老婦人）
- あまえないでよっ!!喝!!（主婦）
- GIRLSブラボー second season（女性客A）
- ギャラリーフェイク（エカテリーナ・コラニシコフ）
- CLUSTER EDGE（老婆、院長）
- 甲虫王者ムシキング 森の民の伝説（ノロ）
- ハチミツとクローバー（2005年 - 2006年、大叔母、洋子） - 2シリーズ
- フタコイ オルタナティブ（朱雀婆さん）
- 雪の女王〜THE SNOW QUEEN〜（洗濯する女）
- ロックマンエグゼStream（カズコ）

2006年
- 怪 〜ayakashi〜 天守物語（舌長姥）
- エア・ギア（ジャ婆）
- パンプキン・シザーズ（ママ）
- 貧乏姉妹物語（八百市のおばさん）
- ブラック・ジャック（ロミの母）
- 焼跡の、お菓子の木（ドイツ人店主）
- RAY THE ANIMATION（おばさん）

2007年
- おじゃる丸（蛾のおばあさん）
- 獣神演武 -HERO TALES-（老婆）
- すもももももも 地上最強のヨメ（座敷ババア）
- 精霊の守り人（トロガイ）
- デルトラクエスト（ジニ）
- ドラえもん（テレビ朝日版第2期）（2007年 - 2019年、老婆、ババ、スネ夫のひいお婆さん）
- 魔人探偵脳噛ネウロ（満田照子）
- モノノ怪 「のっぺらぼう」（お蝶の実母）
- やっとかめ探偵団（粂川よね）

2008年
- Yes!プリキュア5GoGo!（レストランの店主）
- ゲゲゲの鬼太郎（第5作）（磯女）
- ゴルゴ13（コリンズ）
- ソウルイーター（オバサン）
- 鉄腕バーディー DECODE（2008年 - 2009年、イルマ） - 2シリーズ
- ねぎぼうずのあさたろう（あさたろうの婆）
- 墓場鬼太郎（水木の母）
- ポルフィの長い旅（グレタ）
- 魔法遣いに大切なこと 〜夏のソラ〜（赤池菊子）

2009年
- あにゃまる探偵 キルミンずぅ（香蘭婆）
- うみものがたり 〜あなたがいてくれたコト〜（おばあさん）
- エレメントハンター（エイミー・カー博士）
- スティッチ! 〜いたずらエイリアンの大冒険〜（オリーエ）
- 大正野球娘。（バーバラ・マクレガー）

2010年
- 怪談レストラン（カヨの母親）
- スーパーロボット大戦OG -ジ・インスペクター-（アギラ・セトメ）
- ちゅーぶら!!（塚本先生）
- 四畳半神話大系（占い婆）

2011年
- FAIRY TAIL（2011年 - 2018年、ムガント、オーバ・ババサーマ、大家、おばあさん） - 3シリーズ
- ゆるゆり（池田姉妹の祖母）

2012年
- エウレカセブンAO（お婆）
- 坂道のアポロン（千太郎の祖母）

2013年
- アラタカンガタリ〜革神語〜（マカリ）
- ONE PIECE エピソードオブメリー 〜もうひとりの仲間の物語〜（ココロ）

2014年
- スペース☆ダンディ（母）
- 鬼灯の冷徹（2014年 - 2018年、奪衣婆） - 3シリーズ
- 名探偵コナン 江戸川コナン失踪事件 〜史上最悪の2日間〜（銭湯のおばあちゃん）
- ONE PIECE “3D2Y” エースの死を越えて! ルフィ仲間との誓い（ニョン婆）

2015年
- アクエリオンロゴス（おばあさん、遥香おばあさん）

2016年
- アルスラーン戦記 風塵乱舞（ジョバンナ）
- パズドラクロス（おばさん）
- 初恋モンスター（カウンター婆）

2017年
- 夏目友人帳 陸（銀露）

2018年
- 妖怪ウォッチ シャドウサイド（2018年 - 2019年、有星光江〈おばば〉）
- レイトン ミステリー探偵社 〜カトリーのナゾトキファイル〜（オリビアの母、ローザ・グリムス）
- ちおちゃんの通学路（Wi-Fiタダ乗りおばあさん）

2019年
- 不機嫌なモノノケ庵 續（コモン）
- BORUTO-ボルト- NARUTO NEXT GENERATIONS（温泉宿の女将）
- サザエさん（2019年 - 2025年、高見夫人、伊藤サザエ、塩島、松田 妻、チーちゃん、裏のお婆さん〈4代目〉、橋本〈3代目〉 他）

2021年
- やくならマグカップも（土岐川幸恵） - 2シリーズ
- 湖池屋SDGs劇場 サスとテナ（カネモッチ、市民）

2022年
- ニンジャラ（占い師）
- 終末のハーレム（伊藤）
- 名探偵コナン ゼロの日常（鶴山麗子）
- キングダム（曾祖母）
- 真・一騎当千（徐福老師）

2023年
- 呪術廻戦 懐玉・玉折/渋谷事変（村人）

2025年
- 青の祓魔師 終夜篇（職員）
- 宇宙人ムームー（老婆）

### 劇場アニメ
1988年
- エスパー魔美 星空のダンシングドール（幼児B）
- 県立海空高校野球部員山下たろーくん（アキナ）

1990年
- ちびまる子ちゃん（杉山くん）

1992年
- ちびまる子ちゃん わたしの好きな歌（杉山）

1994年
- 平成狸合戦ぽんぽこ

1996年
- 映画 忍たま乱太郎（乱太郎の母）
- トイレの花子さん（ルーパー）

1997年
- 音響生命体ノイズマン（キョウコ）
- クレヨンしんちゃん 暗黒タマタマ大追跡（珠由良の母）
- 名探偵コナン 時計じかけの摩天楼

1999年
- 金田一少年の事件簿2 殺戮のディープブルー（食堂のおばちゃん）
- ザ☆ドラえもんズ おかしなお菓子なオカシナナ?（バナナシスターズ）
- のび太の結婚前夜（となりのおばさん）

2003年
- 黄金の法 エル・カンターレの歴史観（パン）

2006年
- 永遠の法 The Laws of Eternity（シャーマンの老女）

2009年
- 仏陀再誕—The REBIRTH of BUDDHA（シャーマンの老女）

2012年
- 神秘の法 The Mystical Laws（保守系政治家）

2015年
- ちびまる子ちゃん イタリアから来た少年（杉山くん）

2017年
- くまのがっこう パティシエ・ジャッキーとおひさまのスイーツ（おばあさん）
- 映画 妖怪ウォッチ シャドウサイド 鬼王の復活（おばば）

2018年
- 映画 妖怪ウォッチ FOREVER FRIENDS（有星キネ）

### OVA
1987年
- 風と木の詩 SANCTUS -聖なるかな-（ネカー）

1991年
- 超幕末少年世紀タカマル（子供A）

1992年
- ウルフガイ（三木看護婦）
- 幻想叙譚エルシア（ヌプレ）
- チャイナさんの憂鬱（ジョン）
- 万能文化猫娘（オバサン）
- HUMANE SOCIETY 〜人類愛に満ちた社会〜（子供）

1994年
- 銀河英雄伝説（地球教徒）

1995年
- 疾風!アイアンリーガー 銀光の旗の下に（ゲルス）
- 新海底軍艦（サイーブ）

1997年
- 永久家族（A子）
- 企業戦士YAMAZAKI（鹿島倫子の母）
- まじかるマホ（グランマ、ゴン太）

1998年
- ポケットモンスター ピカチュウのふゆやすみ 雪であそぼ!（ガルーラ）

1999年
- 青山剛昌短編集
  -     - さまよえる赤い蝶（おばさん）
    - ちょっとまってて（おばあさん）

  - 青山剛昌短編集2（春江）

2000年
- ポケットモンスター ピカチュウのふゆやすみ2001 ホワイトストーリー（ホワイトカビゴン）

2005年
- 鴉 -KARAS-（鶴田婦警）

2007年
- TAMALA ON PARADE（へび）

2010年
- ONE PIECE FILM STRONG WORLD EPISODE:0（ココロ）

2015年
- ワンパンマン（大家） ※コミックス第10巻アニメDVD同梱版

### Webアニメ
2017年
- クレヨンしんちゃん外伝 お・お・お・のしんのすけ（女将）
- クレヨンしんちゃん外伝 家族連れ狼（おばあさん）

2018年
- B: The Beginning（店員）

2019年
- 無限の住人-IMMORTAL-（2019年 - 2020年、八百比丘尼）

2021年
- 極主夫道（エリザベス）

### ゲーム
1997年
- エルフを狩るモノたち -完全版-（裁判長）
- エルフを狩るモノたち -花札編-（サリバン）

1998年
- サンパギータ（老女）
- EVE The Lost One（おばちゃん）
- ビーバス&バットヘッド ヴァーチャル・アホ症候群

1999年
- 俺の料理

2001年
- From TV animation ONE PIECE とびだせ海賊団!（ミス・ダブルフィンガー）
- ポポロクロイス物語II（ギルダ）

2002年
- From TV animation ONE PIECE グランドバトル!2（ミス・ダブルフィンガー）

2007年
- スーパーロボット大戦OG ORIGINAL GENERATIONS（アギラ・セトメ）

2009年
- ちびまる子ちゃんDS まるちゃんのまち（杉山くん）
- レイトン教授と魔神の笛（ローザ・グリムス）

2017年
- スーパーロボット大戦V / X / T（2017年 - 2019年、ブラック・ノワール） - 3作品
- ソラとウミのアイダ（須田加世子）

2018年
- スカイフォート・プリンセス（モンロー）
- ライフ イズ ストレンジ 2

2019年
- RAGE 2
- 妖怪ウォッチ4 ぼくらは同じ空を見上げている / 4++（おばば）

2020年
- ファイナルファンタジーVII リメイク（ミレイユ）

2021年
- ファミコン探偵倶楽部 消えた後継者

2024年
- ファイナルファンタジーVII リバース

### ドラマCD
1992年
- 魔神英雄伝ワタル3 CDシネマ（サザン・クロウ）

1994年
- ハイスクール・オーラバスター セイレーンの聖母（皓）

1997年
- ストロベリー・デカダン I（吉野）

1999年
- ニューヨーク・ニューヨーク2（ビート）

2000年
- 愛していると言ってくれ。（吉峰雅）

2001年
- 渇愛2 縛恋（篠宮冴子）

2002年
- Weiß kreuz Glühen Fight Fire With Fire（シスター）

2003年
- スキャンダルシリーズ 学園祭はスキャンダル（茂子）

2017年
- 研ぎ師伊之助深川噺
- ラディカル・ホスピタル（咲坂花江）

### 吹き替え

#### 担当女優
ウーピー・ゴールドバーグ
- 不思議の国のアリス（チェシャ猫）
- マペット放送局（本人役）
- リタ・モレノ:私は進み続ける（本人役）
- ローデッド・ウェポン1（ビリー・ヨーク）※標準語版

#### 映画
- アイアンマン3（ジョーン・リバーズ）
- 悪魔を憐れむ歌 ※ソフト版
- アタック・オブ・ザ・ジャイアント・ケーキ（タラ〈ヤニス・アンジェラキス〉）
- アタック・ナンバーハーフ2 全員集合!（ビー監督〈シリタナー・ホンソーポン〉）
- アダム・サンドラーは ビリー・マジソン/一日一善（ファニタ〈テレサ・メリット〉）
- アンナと王様（ジャ・ジョム・マンダ・ウン）※テレビ東京版
- E.T.（E.T.〈パット・ウェルシュ〉）※DVD版
- インテンシティ/緊迫（カーメン・トレヴェイン）
- IN DREAMS/殺意の森（エセル）※DVD版
- ヴァージン・ハンド（コンスタンシア〈ルーペ・オンティヴェロス〉）
- 運命の女（グロリア）※テレビ朝日版
- エコーズ（リサ〈イリーナ・ダグラス〉）
- エドtv（ル・ポール）
- オール・ザ・キングスメン
- カジュアリティーズ（オアンの母）※フジテレビ版
- 彼女は夢見るドラマクイーン（バゴーリ先生〈キャロル・ケイン〉）
- カンフー・プリンセス・ウェンディー・ウー（おばあちゃん〈ツァイ・チン〉）
- ガンメン（ベネット〈サリー・カークランド〉）
- 9か月（黒人看護師）
- クイックシルバー（マイラ〈ヴェロニカ・カートライト〉）
- グリード（シャウムベルク）
- グリッター きらめきの向こうに（ウィルソン夫人〈キム・ロバーツ〉）
- クレイジー/ビューティフル（ローザ）
- グロリア（マリア）
- 結婚式の後で
- ケロッグ博士（ティンダーマーシュ夫人）
- ゴーストバスターズ（図書館員〈アリス・ドラモンド〉、ゴーザ[30]）※ソフト版
- ゴーストバスターズ/アフターライフ（ローラ婆ちゃん〈ダニエル・ケネディ〉[31]）
- ゴーン・ベイビー・ゴーン（ロベルタ・トレット）
- 恋のスラムダンク（エラ・マクナイト〈フィリシア・ラシャド〉）
- サイダーハウス・ルール（グッドホール）※ソフト版
- サウス・ボストン（クイン夫人〈アン・メイラ〉）
- サンタクローズ（ウェイトレス〈ジェイン・イーストウッド〉）
- スタンド・バイ・ミー（テディ・デュシャン〈コリー・フェルドマン〉）※VHS・DVD版
- スペースボール（トッド）
- スリー・リバーズ（ヘレン・クレイマー判事、看護師）※フジテレビ版
- 生存者（マヘーリア）
- ダイ・ハード3（マルチネス校長）※ソフト版
- 脱獄者（リン〈レスリー・イースターブルック〉）
- Touch タッチ（ヴァージニア・ウォレル〈コンチャータ・フェレル〉）
- 沈黙の断崖（判事）※ソフト版
- ツイスター（Mrs.ソントン〈ラスティ・シュウィマー〉）※日本テレビ版
- デッドマン・ウォーキング（シスター・コリーン〈マーゴ・マーティンデイル〉）※ソフト版
- デモリションマン（地下の店員）※テレビ朝日版
- デュース・ビガロウ、激安ジゴロ!?（ルース〈エイミー・ポーラー〉）
- 天国からきたチャンピオン 2002（ブランチ）
- 同居人/背中の微かな笑い声（ジーナ）※ソフト版
- トリップ（ルイーズ〈アロマ・ライト〉）
- トゥルー・クライム（ラッセル夫人〈ハティー・ウィンストン〉）※日本テレビ版
- 飛べないアヒル（ジーニー、校長先生）
- 永遠に美しく… ※日本テレビ版
- 肉の鑞人形（フランチェスカ〈ガブリエラ・ジョルジェーリ〉）
- ニューオーリンズ・トライアル（ロリーン・デューク、カウフマン）※機内上映版
- ニュートン・ボーイズ（ニュートン兄弟の母）
- N.Y.式ハッピー・セラピー（ダニエル判事、幼少期のアーニー・シャンクマン）
- ノッティングヒルの恋人（テッサ）※日本テレビ版
- バイオレンス・コップ/復讐計画（ヘレン）
- 花嫁のパパ2（オリヴィア）
- バースデーケーキ：血の粛清（ソフィア〈ロレイン・ブラッコ〉）
- バンディッツ（マリー〈ユッタ・ホフマン〉）
- ビッグ・グリーン/でこぼこイレブン大旋風（ブレンダ・ニールソン）
- ビバリーヒルズ・コップ3（トッド夫人）※テレビ朝日版
- 百一夜（ジャンヌ・モロー、ジェーン・バーキン）
- ブラボー火星人2000（アルマ）
- フランケンシュタインと狼男（マリヴァ〈マリア・オースペンスカヤ〉）
- プリティ・ブライド（ポリー〈バーバラ・マーシャル〉）
- ブレーキ・ダウン（フロー〈ヘレン・ダフィー〉）※日本テレビ版
- フレッチ登場!/5つの顔を持つ男（シンディ・メイ・サンプル、ライダ・パール、セルマ）※DVD版
- F.L.E.D./フレッド（ジョセリン〈アンジェラ・エレイン・ギブス〉）
- プロフェッショナル（サム〈タリア・シャイア〉）
- ベイビー・トーキング（マーゴ〈ルビー・ディー〉）
- ベンジャミン・バトン 数奇な人生（デイジーのおば）
- 星の王子 ニューヨークへ行く ※日本テレビ版
- ホステージ（ローラ・シューメイカー）※ソフト版
- ボディ・フォー・セル（ソニア、エレナ・カズロヴィク）
- マーサ・ミーツ・ボーイズ
- マイ・ビッグ・ファット・ウェディング
- マキシマム・リスク
- Mr.マグー
- マチルダ（ブルース・ボグトロッター〈ジミー・カーツ〉）
- マネー・トレイン ※フジテレビ版
- マレーナ
- マングラー（フローリー）
- ミナリ（スンジャ〈ユン・ヨジョン〉）
- ミッシング
- ムースポート（マーサ〈ジャッキー・リチャードソン〉）※機内上映版
- めぐり逢えたら（ベッキー〈ロージー・オドネル〉）※フジテレビ版
- メル・ブルックス/珍説世界史PARTI（マダム・デファルジュ〈クロリス・リーチマン〉、失業保険支払い所受付〈ビアトリス・アーサー〉）
- ヤング@ハート（ドーラ・B・パーカー）
- 誘導尋問（ジュディ・ジョンソン）
- 夢の旅路（エシー〈オーラン・ジョーンズ〉）
- 理想の彼氏（ダナ〈アリス・プレイトン〉）
- リック（ニーナ〈ゴリツァ・ポポヴィッチ〉）
- リトル・ダンサー
- レイチェルの結婚（キャロル〈アンナ・ディーヴァー・スミス〉）
- 恋愛小説家（ノラ〈ルーペ・オンティヴェロス〉）※BD版
- ロード・オブ・ザ・リング（ロベリア・サックビル＝バギンズ）
- ロッタちゃん はじめてのおつかい（ブロムグレン夫人〈ガンヴォル・ポンテン〉、女）※ソフト版
- ロマンスに部屋貸します（ウィンクラー夫人〈ルイーズ・ラサー〉）
- ロンドンゾンビ紀行（ペギー〈オナー・ブラックマン〉）
- ワンダー・ボーイズ（エミリーの母）

#### ドラマ
- アニマル・レスキュー・キッズ（ベントン先生）
- アリー my Love
- アンダーカバー・ボス2 社長潜入調査
- ER緊急救命室（ヘレエ・アダムス看護師〈イヴェット・フリーマン〉）
- イ・サン（カン尚官〈イ・スク〉）
- GIRLS/ガールズ ファイナル（オード・モンゴメリー〈トレイシー・ウルマン〉）
- 華麗なる遺産（チャン・スクチャ〈パン・ヒョジョン〉）
- 救命医ハンク5 セレブ診療ファイル
- クォーリーと呼ばれた男（ナオミ〈アン・ダウド〉）
- glee/グリー（カーライル〈メアリー・ジョー・キャトレット〉）
- クリミナル・マインド5 FBI行動分析課 #16（アニタ・ロイスウッド〈ベス・グラント〉）
- クリミナル・マインド9 FBI行動分析課
- 刑事ナッシュ・ブリッジス シーズン2 #3（ラシアスの母）
- コールドケース
- 恋するマンハッタン シーズン1 #21（リサ）
- ザ・コミッシュ（ルシール〈キンバリー・スコット〉）
- 殺人を無罪にする方法（オフィーリア・ハークネス（アナリーズの母）〈シシリー・タイソン〉）
- ザ・ハンガー シーズン1 #10（グレース）
- CSI:10 科学捜査班
  - シーズン10 #20（タープシー・プラット〈ジェニファー・ティリー〉）
  - シーズン11 #22（ノーラ・パークス（グロリアの母）〈L・スコット・コードウェル〉）
- CSI:マイアミ7 #7（オードリー・イエーツ〈ルーシー・ローレス〉）
- CSI:ニューヨーク9 ザ・ファイナル #5（アイリーン・フラック〈エレイン・ケイガン〉）
- シェイムレス2 俺たちに恥はない（にせジンジャーおばさん）
- シカゴ・メッド シーズン1 #15、16（ケンドラ・ペリントン〈カレン・アルドリッジ〉）
- SHERLOCK（シャーロック）
- ジャングル（カリ〈マーゴ・ムーラー〉）
- 主任警部モース オックスフォード運河の殺人（ジョアナ・フランクス）
- 新アウターリミッツ（アイケンベリー）
- 新・刑事コロンボ 殺意の斬れ味（地方検事）
- 新入社員（コン・ヘジャ〈パク・ヘスク〉）
- スイッチ 〜運命のいたずら〜（アドリアナ〈イヴォンヌ・コー〉）
- スキャンダル2 託された秘密（ヴェルナ・ソーントン最高裁判事〈デブラ・ムーニー〉）
- スターの恋人（オクジャ）
- デスパレートな妻たち6（アン・ピーターソン校長）
- どこかでなにかがミステリー（エレクサンドラ、ラギュー）
- ハイテク武装車バイパー（デリア・ソーン司令〈リー・チェンバリン〉）
- パパにはヒ・ミ・ツ シーズン1 #23（妊婦）
- ハリーズ・ロー 裏通り法律事務所（ナンシー・ジョーンズ〈アロマ・ライト〉）
- パワーレンジャーシリーズ
  - パワーレンジャー（オカイコモンスター、審査員）
- マンダロリアン シーズン3 #1（アンゼラ人）
- HAWAII FIVE-0 シーズン3 #5（ヘレン・ティルトン〈リー・メリーウェザー〉）
- ふたりは最高!ダーマ&グレッグ（リリー）
- プッシング・デイジー 〜恋するパイメーカー〜（アメリア）
- THE BLACKLIST/ブラックリスト（レヴェン・ライト司法長官代理〈エイドリアン・レノックス〉）
- FRINGE/フリンジ
- フルハウス（ジョイス）
- フレンズ（ジョーイ母〈ブレンダ・ヴァッカロ〉）
- ボーイ・ミーツ・ワールド（リフキン〈キャシー・キニー〉）
- BONES9 #17（ジョージア・グレース）
- マイ・スイート・メモリーズ（クルート夫人）
- ミズ・マーベル
- 名探偵ポワロ ※NHK版
  - 「死人の鏡」（バンダ・シェブニクス）
  - 「五匹の子豚」（スプリグス夫人）
- 名探偵モンク4（グラディス・ミュンヘン）
- モエシャ（ディー・ミッチェル〈シェリル・リー・ラルフ〉）
- 愉快なシーバー家（ノーマ〈キャロル・アン・スージー〉、トロッター、ウィルマ）
- ロズウェル - 星の恋人たち（ジェニファー）
- 私はラブ・リーガル3（ユヴォンヌ・ライト判事〈ワンダ・サイクス〉）

#### テレビ番組
- ジェイミーの食育白書 革命前夜
- プロジェクト・ランウェイ（パトリシア・フィールド）

#### アニメ
- あぁ、レイモンド!（レイモンドのおばあちゃん）
- アドベンチャー・タイム（ケイク）
- イウォーク物語（モラーグ、ムリング）※DVD版
- くるみ割り人形〜マリーとおかしな仲間たち
- くまのがっこう パティシエ・ジャッキーとおひさまのスイーツ（おばあさん）
- ザ・シンプソンズ（ジョーC、女性、パーティー客）
- ザ・リプレイス 大人とりかえ作戦（シェルトン）
- シャーロットのおくりもの（ガチョウ（声：アグネス・ムーアヘッド））
- 少女チャングムの夢（最高尚宮 他）
- シンデレラII（ベアトリス）
- スター・ウォーズ/クローン・ウォーズ（カリーナ）
- スパイダーマン（マダム・ウェブ）
- NINJAハットリくん リターンズ（マネッピ）
- ハウス・オブ・マウス（クララベル・カウ）
- パワーパフガールズ（マダム・アルゼンチン）
- バットマン（クレイフェイスの化けた女）
- パパはグーフィー（トゥース）
- 百妖譜（王小牛の祖母）
- ポカホンタスII/イングランドへの旅立ち（イギリス人女性）
- Mr.インクレディブル（ハニー（声：キンバリー・アデール・クラーク））
  - インクレディブル・ファミリー[32]
- ミラキュラス レディバグ&シャノワール（アナルカ / キャプテン・ハードロック）
- モンキーマジック（西王母）
- レゴ フレンズ みんなでやってミッション!（ドッティ）

### ナレーション
- キューカンバー・サンドイッチ
- 午後は○○おもいッきりテレビ（日本テレビ） - コーナー「芹沢鴨の暗殺された日」の華族1ナレーション

### ボイスオーバー
- BS世界のドキュメンタリー（NHK-BS1）
- ロイヤル・スキャンダル 〜エリザベス女王の苦悩〜（2012年、NHK-BSプレミアム） - キャロリン・アースキンの声

### テレビドラマ
- 代表取締役刑事 第22話「大人は判ってくれない」（1990年、テレビ朝日） - 声の出演
- 裸の大将 第49話「僕にはお化けが見えるので」（1991年、KTV / 東阪企画）
- 連続テレビ小説 半分、青い。（2018年） ‐ ボクテの母（声）[注 1][33][34]

### 映画
- 静かに燃えて（2023年） - 友情出演

### 舞台
- 譚倶楽部公演「ノアノア語り亭/質入れ」（2017年11月25日）